# Человек с поезда
«Человек с поезда» (фр. L'homme du train) — германо-франко-британская драма, снятая режиссёром Патрисом Леконтом в 2002 г. Премьера в мире состоялась 2 сентября 2002 г., премьера в РФ — 16 января 2003 г. Главные роли исполнили Жан Рошфор и Джонни Холидэй. Кинокартина награждена призом зрительских симпатий «Венецианского кинофестиваля» в 2002 году.

## Сюжет
Некто выходит из поезда. У него неопрятный вид, и в голове созрел план — ограбить местный банк. Случайное знакомство на улице сталкивает совершенно разных людей. Один из них мечтает о домашнем уюте, другому не хватает приключений. У них есть три дня на размышление…
Милан (грабитель) прибыл в незнакомый провинциальный город, познакомился с Маскье (бывший школьный учитель). Учитель предоставил малознакомому человеку временное пристанище.
С этого времени каждый из них изучает душу другого, и все больше проникается жизнью друг друга.
В 2011 году вышел англоязычный ремейк, режиссёр Мэри МакГаккиен.

## Критика
Перед камерой поставлена гениальная игра, история о поисках счастья и стремление к новому началу. Показана попытка двух архетипных актёров французского кино идти вразрез установленным правилам.— Lexikon des Internationalen Films (Международный словарь фильмов)

Человек с поезда Леконта… Это первый фильм, где режиссёр попросил поработать с ним Холлидея. Леконт как старый провинциальный французский лев иронично играет с жесткими клише режиссёрской работы. Он как бы почувствовал себя в спокойной обстановке перед камином буржуазного особняка, и готовится стать легендой, присоединившись к остальным. «Человек с поезда … это мой первый фильм в качестве актера» скромно признается Леконт Cahiers du Cinema— Kai Mihm, epd Film, 11/2005